# Ajuntament (Cervià de les Garrigues)
L'Ajuntament de Cervià és un edifici modernista del municipi de Cervià de les Garrigues (Garrigues) que forma part de l'Inventari del Patrimoni Arquitectònic de Catalunya.

## Descripció
És 'un edifici de tres naus, la central és més alta, amb planta baixa i tres pisos. A les naus laterals hi havia les escoles i al cos central hi havia el jutjat, dos calabossos i una sala per a cobrar impostos. A la part central del primer pis hi ha la sala de plens, amb una gran balconada, i quatre sales més polivalents. Al segon pis hi havia les habitacions dels mestres i finalment, al tercer pis, l'habitació de l'agutzil.
Es va construir amb pedra natural, procedent del mateix poble. La trobem treballada de maneres diverses per aconseguir un joc de textures de gran efecte decoratiu però alhora auster i de poc cost econòmic. Les obertures principals són d'arc de mig punt: les portes d'accés a l'edifici i les de la balconada, que a més a més es remarquen amb sengles arcs conopials als extrems i un arc mixtilini al centre. Aquests elements són propis de l'arquitectura medieval de gust historicista neoromànic i neogòtic, trets estilístics que recupera el modernisme.

## Història
L'inici del segle xx fou un moment de gran importància per Cervià de les Garrigues, ja que a part de les escoles, es millora el sistema d'abastiment d'aigües i s'amplia la xarxa de clavegueram. En aquest moment també es creen institucions culturals com la coral «El Rossinyol de les Garrigues», el Sindicat agrícola i caixa rural (1914) o bé el club esportiu.
Francesc de Paula Morera i Gatell, arquitecte municipal de Lleida entre 1906 i 1941, és l'autor del projecte de l'Ajuntament i escoles de Cervià de les Garrigues que es construeixen entre 1912 i 1913. També va projectar l'escola d'Artesa de Lleida de 1913. Morera i Gatell en el projecte justifica la necessitat de construir una casa consistorial i que a més tingui la grandiositat que mereixen els edificis públics, malgrat que en aquest cas els recursos són escassos. L'arquitecte tenia pensat la construcció d'una plaça al davant però no es va executar i avui la façana de l'edifici queda mig amagada entre carrers estrets.
L'edifici ha sofert modificacions al llarg del temps. Les escoles, per exemple, s'han traslladat en un altre lloc. Les intervencions posteriors, però, n'han respectat l'estat primitiu, sobretot la sala de sessions que ha mantingut el paviment i la fusteria original.